# Agapitus (Konsul 517)
Flavius Agapitus war ein spätantiker römischer Politiker und  Patricius zur Zeit des Ostgotenreichs zu Beginn des 6. Jahrhunderts.
Agapitus trat in verhältnismäßig späten Jahren in das öffentliche Leben, nachdem er in Ligurien in Zurückgezogenheit gelebt hatte, wo er auch mit Magnus Felix Ennodius Bekanntschaft machte. 502/503 hatte Agapitus vom Ostgotenkönig Theoderich ein hohes Amt bekommen und wurde nachher vir illustris und Stadtpräfekt von Rom (508–509?). Zwischen 509 und 511 wurde er zum patricius ernannt und hatte verschiedene Prozesse unter den Senatoren zu schlichten. Wahrscheinlich haben die Zirkusskandale in Rom zu dieser Zeit sein Ausscheiden aus dem Amt veranlasst.
Agapitus genoss ein hohes Ansehen unter den Senatoren. Wohl im Jahr 510 sandte Theoderich ihn an der Spitze einer Gesandtschaft nach Konstantinopel zum oströmischen Kaiser Anastasios. Im Jahr 517 wurde Agapitus Konsul. Im Herbst des Jahres 525 reiste er mit Theodorus und Inportunus in der Gesellschaft des Papstes Johannes I. zu Theoderich nach Ravenna, um den König zu einer milderen Politik gegenüber der katholischen Kirche zu bewegen, und wurde zusammen mit diesen, einigen Bischöfen und dem Papst von Theoderich nach Konstantinopel gesandt, um die Forderungen Theoderichs bei Kaiser Justin I. durchzusetzen. Nach seiner Rückkehr nach Ravenna wurden er und seine Begleiter von Theoderich ins Gefängnis geworfen, das geschah etwa im Mai 526. Sein weiteres Schicksal ist unbekannt.